# 學生方程式
學生方程式（Formula SAE）是由國際汽車工程師學會所創設的一種工程領域學生設計競賽，最早是由德克薩斯大學奧斯汀分校的SAE學生分會發起，現在已經是世界各國機械工程學生們的一項重要賽事。

## 理念

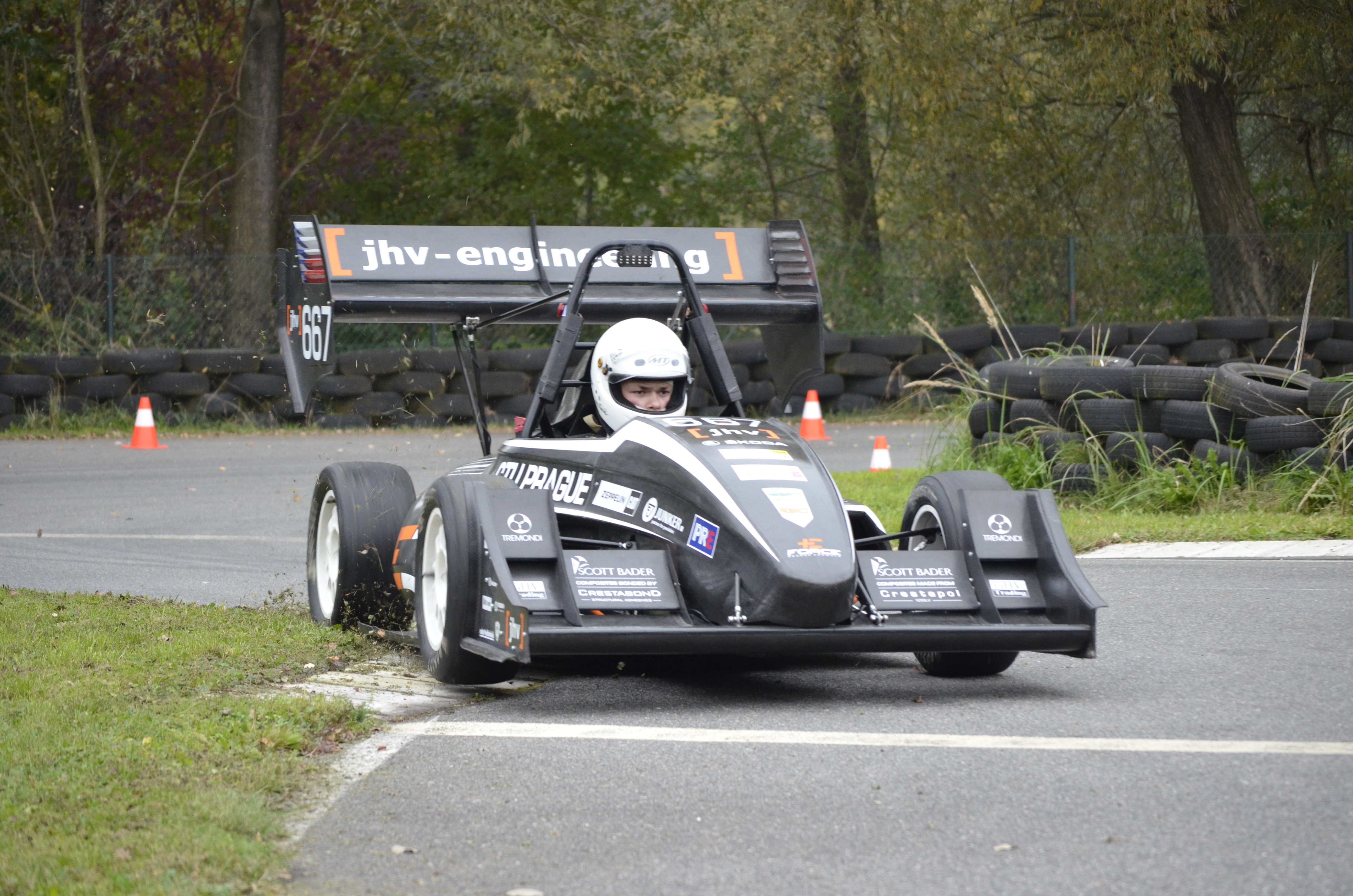
學生方程式賽車

學生方程式的整理理念，是讓學生投入一個虛擬的賽車廠隊公司，並且必須開發一輛可供比賽的方程式賽車原型車，這輛車必須通過各種車檢和比賽；例如：車輛安全檢查、車輛結構檢查，接著比賽項目還有75公尺直線加速、雙向繞8字形、計時賽和耐久賽。過程中學生團隊們還必須學會工程設計、成本計算、行銷公關、公開提案報告，每個項目都有業界出身的裁判評鑑成績，藉以啟發學生對於汽車產業的全面了解。

## 規則

### 學生競賽
學生方程式的精神和宗旨，是一項針對學生所設計的比賽，因此所有參賽的成員們，身分絕對都要有學生的資格，但不限於畢業後再重返校園的學生，一樣可以成為學生方程式賽車的車隊成員。
另外，學生方程式可以接受教師或是工程師的指導或建議，但是任何的改動或是施工項目，都必須由學生來進行，至於募款和財務也是學習的一環，學生必須自行想辦法籌得比賽贊助，部分學校可能會針對賽事編列若干預算，但是不足以支付部分或全年度的比賽，仍然需要學生自力更生，學會向群眾或是法人募資。

### 動力系統
最早的規範都採用汽油引擎，排氣量不得高於710 C.C.的奧圖循環引擎。隨著環保意識和全球暖化等議題影響，學生方程式開始注重燃油效率，後來改用生質燃料，後來動力也進程到混合動力和電動車，動力從引擎改為電動馬達，讓學生提早在學校時期，就接觸到最新的車輛發展技術。

### 安全設備
手工製造賽車守重安全問題，駕駛室必須要有指定厚度的鋼管，為駕駛室打造防滾籠，鼻翼內部必須要有衝擊衰減裝置，使用液壓制動煞車、五點式的安全帶。
除此之外，車輛的燃油管路、冷卻管路、潤滑油管路，都必須沒有遮蔽，這樣萬一發生液體外洩的時候，可以馬上看到管路破損的位置和情形。還有車輛在比賽前的車檢項目，還包含了車輛傾斜測試，這樣可以在正式比賽之前，就能確認車輛傾斜或翻覆時，會不會有燃油外漏的問題。

### 競賽項目
- 靜態比賽
  - 工程設計（150分）
  - 成本控管（100分）
  - 行銷公關（75分）
  - 單圈時間模擬
  - 賽前車檢：安全部品、底盤、噪音、傾斜、制動。

- 動態比賽[5]
  - 雙向8字形繞圈（75分）
  - 1公里越野短跑（100分）
  - 75公尺加速度（75分）
  - 22公里耐久賽（250分）
  - 燃油效率（100分）

靜態項目和動態項目總分為1,000分，每年依照得分成績高低，決定年度的比賽名次。

## 各國賽事
除了創始的美國以外，學生方程式在全世界都有相關系列賽事，尤其機械工程基礎興盛的國家，相關的賽事也受到該國各大學的重視，因此著名的賽事有：
- 德国
  - Formula Student Germany
- 美国
  - Formula SAE Michigan
  - Formula SAE Lincoln
  - Formula SAE Virginia
- 中國
  - 中国大学生方程式系列大赛（Formula Student China）[6]
    - 中国大学生方程式汽车大赛（Formula Student Combustion China）
    - “蔚来杯”中国大学生电动方程式大赛（Formula Student Electric China）
    - “蔚来杯”中国大学生无人驾驶方程式大赛（Formula Student Automatic China）
    - 中国汽车工程学会巴哈大赛（Baja SAE China）
- 英国
  - Formula Student （页面存档备份，存于）
- 義大利
  - Formula SAE Italy
- 日本
  - Formula SAE Japan （页面存档备份，存于）
- 臺灣
  - FST學生方程式賽車[7]
- 加拿大
  - Formula North
- - Formula SAE Australasia （页面存档备份，存于） NTURacing臺大賽車隊赴澳參賽，榮獲唯一企業特別獎 （页面存档备份，存于）
- 捷克
  - Formula Student Czech
- - Formula Student Alpe Adria[8]. U-Car. 2022-1102  [2023-0109] （中文（臺灣））. </ref>

## 學生方程式在台灣
幾個重視機械工程設計的學校，都有學生方程式的車隊，近年還有 Formula Student Taiwan 臺灣盃學生方程式聯賽，目前擁有學生方程式車隊的學校有：
- 國立清華大學：清大賽車工廠[11]
- 臺灣科技大學：臺科大賽車隊[12]
- 陽明交通大學：陽明交大方程式賽車隊[13]
- 成功大學：成大方程式賽車隊[14]
- 台灣大學：臺大賽車隊[15]
- 屏東科技大學：學生方程式賽車隊[16]
- 台北科技大學：臺北科技大學學生方程式賽車隊[17]

## 相關網站
- Formula SAE官方網站 （页面存档备份，存于）
- 歷年 Formula SAE 獲獎名單 （页面存档备份，存于）（英文）
- Formula Student Taiwan 臺灣盃學生方程式聯賽